# Delia Díaz
Delia Díaz, vollständiger Name Delia E. Díaz, (* 20. Jahrhundert) ist eine ehemalige uruguayische Leichtathletin.

## Karriere
Díaz war im Hochsprung und in den Laufwettbewerben auf den Sprintstrecken aktiv. Bei den Südamerikameisterschaften 1954 in São Paulo gewann sie mit übersprungenen 1,55 Metern Gold im Hochsprung und holte Bronze im 80-Meter-Hürdenlauf. Sie gehörte dem uruguayischen Aufgebot bei den Panamerikanischen Spielen 1955 in Mexiko-Stadt an. Dort belegte sie im Hochsprung den 5. Platz. Dabei stellte sie mit 1,56 Metern einen neuen Uruguayischen Rekord in dieser Disziplin auf.

## Erfolge
- 1. Platz Südamerikameisterschaften 1954 – Hochsprung
- 3. Platz Südamerikameisterschaften 1954 – 80 Meter Hürden